# Liste der Kulturdenkmale in Remich
In der Liste der Kulturdenkmale in Remich sind alle Kulturdenkmale der luxemburgischen Stadt und Gemeinde Remich aufgeführt (Stand: 28. September 2022).
| Bild               | Bezeichnung                 | Lage                         | Beschreibung | Stufe | Eingetragen seit              |
| ------------------ | --------------------------- | ---------------------------- | ------------ | ----- | ----------------------------- |
| Weitere Bilder     | Kirche St-Étienne mit Platz | rue de la Gare (Karte)       |              | PCN   | 28. Juli 1989                 |
| Gebäude            | Gebäude                     | 12, place du Marché (Karte)  |              | PCN   | 26. Februar 2010              |
| Gebäude            | Gebäude                     | 6, rue de la Gare (Karte)    |              | PCN   | 23. Oktober 2020              |
| Gebäude            | Gebäude                     | 13, rue Foascht (Karte)      |              | PCN   | 22. Januar 2021               |
|                    | Gebäude                     | 19, route de Mondorf (Karte) |              | PCN   | 2. August 2022                |
|                    | Gebäude                     | 11, rue Foascht (Karte)      |              | PCN   | 2. September 2022             |
|                    | Gebäude                     | 2, rue des Champs (Karte)    |              | PCN   | 12. September 2022            |
| Gebäude            | Gebäude                     | 30, rue de Macher (Karte)    |              | PCN   | 12. September 2022            |
| Sankt-Nikolaus-Tor | Sankt-Nikolaus-Tor          | rue de l’Esplanade (Karte)   |              | IS    | 3. Februar 1984               |
| Gebäude            | Gebäude                     | 10, Place du Marché (Karte)  |              | IS    | 17. Juli 2009                 |
| Wohnhaus           | Wohnhaus                    | 17, rue de la Gare (Karte)   |              | IS    | 29. Januar 2018               |
| Wohnhaus           | Wohnhaus                    | 8, rue St Cunibert (Karte)   |              | IS    | 26. Februar und 18. Juli 2018 |

Legende: PCN – Immeubles et objets bénéficiant des effets de classement comme patrimoine culturel national; IS – Immeubles et objets inscrits à l’inventaire supplémentaire

## Quelle
- Liste des immeubles et objets beneficiant d’une protection nationales, Nationales Institut für das gebaute Erbe, Fassung vom 12. September 2022, S. 107 f. (PDF)

- Karte mit allen Koordinaten:
- OSM |
- WikiMap